# 暗夜鬼譚
『暗夜鬼譚』（あんやきたん）は、瀬川貴次による日本のライトノベル。イラストは華不魅が担当している。集英社スーパーファンタジー文庫→コバルト文庫（集英社）より1994年6月から2005年11月まで刊行された。

## あらすじ
主人公・夏樹は、元服したばかりの15歳。田舎から都へ上京し、宮中に勤め始める。ところがある夜、妖しいまでに美しい美少年と、冥府の獄卒を目撃したことから、その日常は一変する。

## 登場人物
夏樹（なつき）
主人公の少年。とある一件から、破格の出世で蔵人を務めるが、帝の世話で苦労が絶えない。様々な困難に巻き込まれるが（あるいは、ほうっておけないその性格から、自分から首をつっこみ）、母方の曾祖父『菅原道真公』の形見である太刀に幾度となく、窮地を救われる。一条ほどではないにしろ、整った顔立ちをしており、内裏の女房たちからモテているのだが、本人には全く自覚はない。自身も貴族ではあるのだが、庶民や身分の低い者を顧みない貴族社会に対し、徐々に怒りと失望を抱くようになっていく。
一条（いちじょう）
夏樹の友人。陰陽生。夏樹の隣家に住んでいる、ミステリアスな美少年。クールな性格だが、口は悪く、手も早い。事あるごとに、馬頭鬼のあおえを張り倒している。陰陽師の才覚はかなりのもので、夏樹とともに様々な事件を解決する。水無月や長月など、月の名を持つ式神を従えている。華奢な見た目からは想像もつかないほどの怪力の持ち主でもある。本人は否定するものの、母親が妖狐であるため、物の怪の血に目覚め、自我を失うことがある。
深雪（みゆき）
夏樹の父方の従兄弟。幼い頃はおてんば娘だったが、現在は弘徽殿女御の女房として、内裏に務めている。宮中での名は「伊勢の君」。しかし、実はかなりの演技派で、宮中では完璧に有能な女房を演じるものの、根は昔からあまり変わっておらず、夏樹と2人きりの時には素が露わになる。夏樹に恋心を抱いているのだが、あまりの鈍感さにいらいらさせられることもある。一方で、度々文をくれる賀茂の権博士のことも気になっている。
あおえ
冥府の獄卒である馬頭鬼。恐ろしい馬頭を持つ巨漢だが、性格は不真面目で臆病。人の魂は平気だが、化け物のたぐいには非常に怖がる。わけあって、冥府を追放され、一条の居候となる。女装が趣味。
賀茂の権博士（かものごんのはかせ）
一条の師匠。弱冠20歳にして、才覚を発揮する、有能な陰陽師。一条は「保憲さま」と呼んでいる。弟子と同様、かなりの美形。忘れっぽい性格で、大事なものでも置き忘れたり、一度会った人でも本気で覚えていなかったりする。深雪を気に入っており、よく文を出している。
帝（みかど）
自称「愛の狩人」。運命の恋を求め、都の夜を徘徊し、そのたびに夏樹ら蔵人を悩ませる。
桂（かつら）
夏樹と深雪の乳母。年のせいもあって、目があまりよくない。夏樹の出世を夢見ている。陰陽師を嫌っており、夏樹が一条と仲良くするのも、あまり良くは思っていない。
しろき
冥府の獄卒である牛頭鬼。あおえの元同僚。追放されたあおえを気にかけ、時々現世へやってくる。
真角（ますみ）
賀茂の権博士の年の離れた弟。陰陽師の家系に生まれたが、陰陽師になるつもりはない。一条とは犬猿の仲。

## 既刊一覧

### オリジナル版
- 瀬川貴次（著）・華不魅（イラスト） 『暗夜鬼譚』 集英社〈集英社スーパーファンタジー文庫→コバルト文庫〉、全23巻
  1. 「春宵白梅花」1994年6月10日第1刷発行（6月3日発売[1]）、ISBN 4-08-613141-2
  2. 「遊行天女」1994年9月10日第1刷発行（9月2日発売[2]）、ISBN 4-08-613152-8
  3. 「夜叉姫恋変化 前編」1995年3月10日第1刷発行（3月3日発売[3]）、ISBN 4-08-613170-6
  4. 「夜叉姫恋変化 後編」1995年7月10日第1刷発行（7月1日発売[4]）、ISBN 4-08-613180-3
  5. 「血染雪乱」1995年11月10日第1刷発行（11月2日発売[5]）、ISBN 4-08-613196-X
  6. 「紫花玉響 前編」1996年6月10日第1刷発行（6月1日発売[6]）、ISBN 4-08-613221-4
  7. 「紫花玉響 後編」1996年7月10日第1刷発行（7月3日発売[7]）、ISBN 4-08-613224-9
  8. 「五月雨幻燈」1997年5月10日第1刷発行（4月25日発売[8]）、ISBN 4-08-613261-3
  9. 「空蝉挽歌 壱」1997年9月10日第1刷発行（9月3日発売[9]）、ISBN 4-08-613276-1
  10. 「空蝉挽歌 弐」1997年10月10日第1刷発行（10月3日発売[10]）、ISBN 4-08-613280-X
  11. 「空蝉挽歌 参」1998年5月10日第1刷発行（4月24日発売[11]）、ISBN 4-08-613304-0
  12. 「空蝉挽歌 四」1998年7月10日第1刷発行（7月1日発売[12]）、ISBN 4-08-613310-5
  13. 「空蝉挽歌 伍」1999年1月10日第1刷発行（1998年12月25日発売[13]）、ISBN 4-08-613333-4
  14. 「狐火恋慕 前編」1999年9月10日第1刷発行（9月3日発売[14]）、ISBN 4-08-613363-6
  15. 「狐火恋慕 後編」2000年1月10日第1刷発行（1999年12月24日発売[15]）、ISBN 4-08-613372-5
  16. 「綺羅星群舞」2000年5月10日第1刷発行（4月25日発売[16]）、ISBN 4-08-613382-2
  17. 「霜剣落花」2001年1月10日第1刷発行（1月25日発売[17]）、ISBN 4-08-613399-7
  18. 「細雪剣舞」2002年7月10日第1刷発行（7月1日発売[18]）、ISBN 4-08-600134-9
  19. 「凶剣凍夜」2003年11月10日第1刷発行（10月31日発売[19]）、ISBN 4-08-600341-4
  20. 「火雷招剣」2004年6月10日第1刷発行（6月3日発売[20]）、ISBN 4-08-600429-1
  21. 「烈風覇王剣」2005年1月10日第1刷発行（2004年12月25日発売[21]）、ISBN 4-08-600534-4
  22. 「剣散華 前編」2005年8月10日第1刷発行（7月29日発売[22]）、ISBN 4-08-600633-2
  23. 「剣散華 後編」2005年11月10日第1刷発行（11月1日発売[23]）、ISBN 4-08-600670-7

### 再録版
- 瀬川貴次 『暗夜鬼譚』 集英社〈集英社文庫〉、既刊11巻（2023年11月17日現在）
  1. 「春宵白梅花」2016年5月20日発売[24]、ISBN 978-4-08-745445-1
  2. 「遊行天女」2017年5月19日発売[25]、ISBN 978-4-08-745587-8
  3. 「夜叉姫恋変化」2018年2月20日発売[26]、ISBN 978-4-08-745706-3
  4. 「血染雪乱」2019年1月18日発売[27]、ISBN 978-4-08-745832-9
  5. 「紫花玉響」2019年11月20日発売[28]、ISBN 978-4-08-744046-1
  6. 「五月雨幻燈」2020年9月18日発売[29]、ISBN 978-4-08-744157-4
  7. 「空蝉挽歌〈前〉」2021年3月19日発売[30]、ISBN 978-4-08-744222-9
  8. 「空蝉挽歌〈中〉」2021年7月15日発売[31]、ISBN 978-4-08-744275-5
  9. 「空蝉挽歌〈後〉」2021年10月20日発売[32]、ISBN 978-4-08-744310-3
  10. 「狐火恋慕」2022年11月18日発売[33]、ISBN 978-4-08-744461-2
  11. 「綺羅星群舞」2023年11月17日発売[34]、ISBN 978-4-08-744594-7
  12. 「霜剣落花」2025年3月25日発売[35]、ISBN 978-4-08-744756-9